# Henry Grew
Henry Grew (Birmingham, Anglaterra, 1781- Filadèlfia, Pennsilvània, 8 d'agost de 1862) fou un professor i escriptor cristià.
Nascut a Anglaterra, a l'edat de 14 anys viatjà amb la seva família als Estats Units, primer s'establiren a Boston, després successivament visqueren a Pawtuxet, Hartford, i Filadèlfia.
A través dels seus estudis de la Bíblia va arribar a la conclusió que algunes de les doctrines acceptades per les esglésies del seu temps eren equivocades. En especial discrepava de la Trinitat, La immortalitat de l'ànima, i de l'Infern com a lloc de turment etern. Els escrits de Henry Grew van influenciar directament a George Stetson i George Storrs, i a través d'ells al pastor Charles Taze Russell fundador dels Testimonis de Jehovà.